# Juncus ingens
Juncus ingens är en tågväxtart som beskrevs av Norman Arthur Wakefield. Juncus ingens ingår i släktet tåg, och familjen tågväxter. Inga underarter finns listade i Catalogue of Life.